# 阿瓜利亞馬亞湖
16°41′06″S 68°58′30″W / 16.685°S 68.975°W
阿瓜利亞馬亞湖（西班牙語：Laguna Aguallamaya），是玻利維亞的湖泊，位於該國西部拉巴斯省的因加維省，處於德薩瓜德羅河，長30公里、寬6.6公里，面積96平方公里。

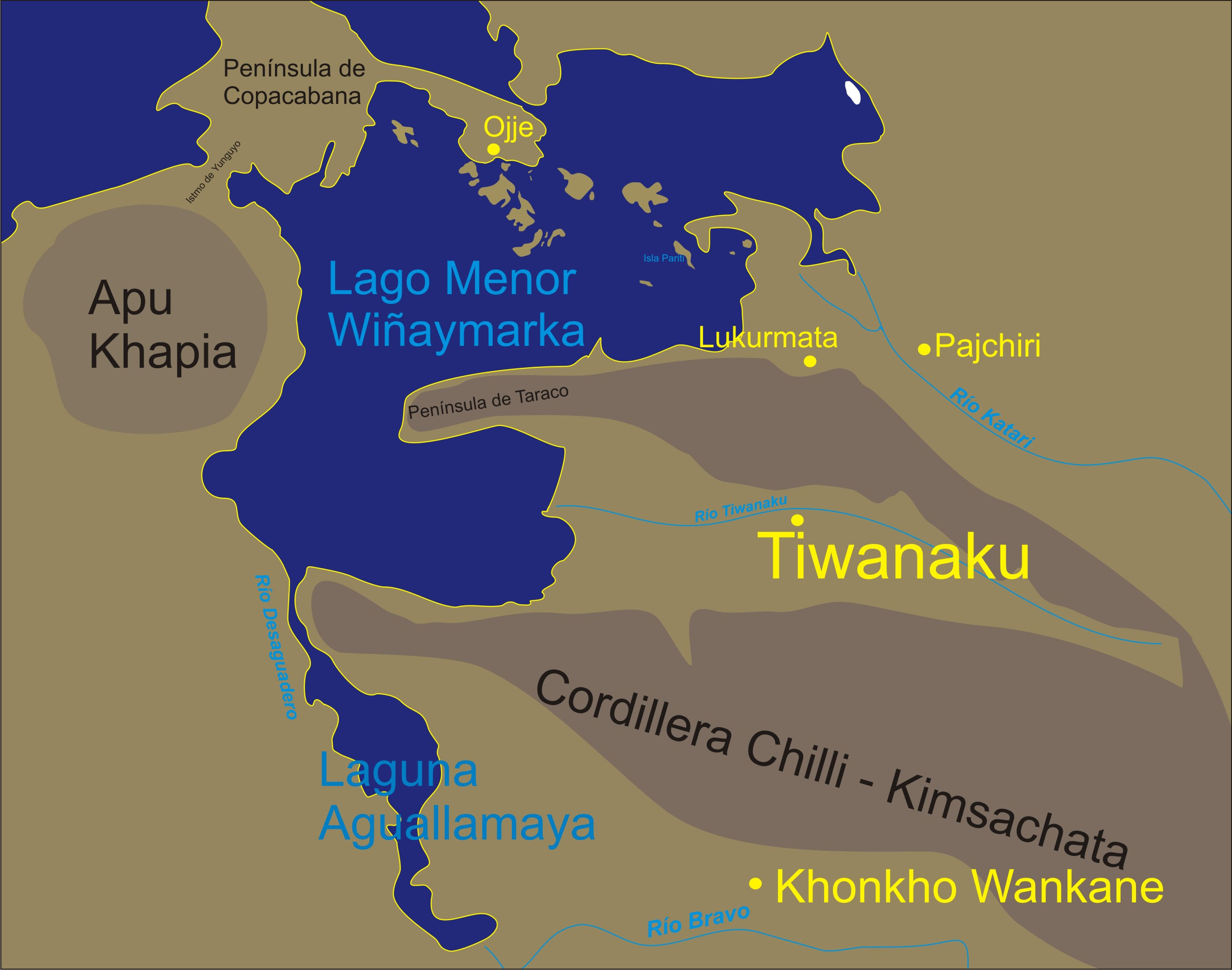